# Jan Koźmiński

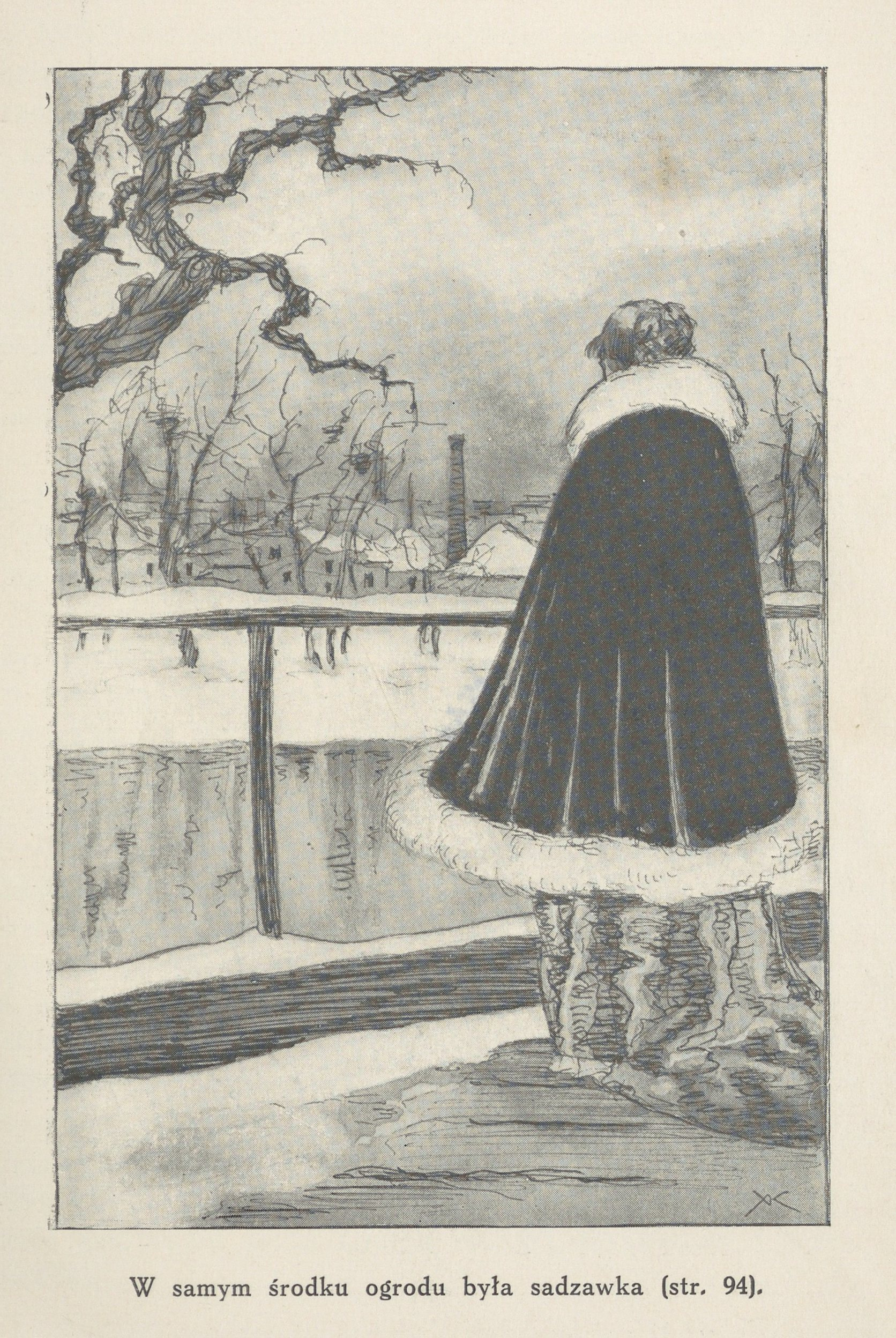
Ilustracja do powieści Księżniczka Zofii Urbanowskiej (wyd. 1928)

Jan Ksawery Koźmiński (znany również jako Xawery Jan Koźmiński-Poraj) (ur. 19 lutego 1892 w Rożenku, zm. 1940 w Warszawie) – polski malarz i ilustrator.

## Życiorys
Urodził się w rodzinie Jana i Stefanii z Mianowskich. Uczęszczając do gimnazjum w Warszawie brał udział w strajku szkolnym w 1905. Od 1912 studiował w warszawskiej Szkole Sztuk Pięknych, w 1915 i wstąpił do 1 Pułku Ułanów Krechowieckich, gdzie służył do odzyskania przez Polskę niepodległości. Następnie przeniósł się do wojsk lotniczych. Pełnił funkcję sekretarza zarządu Koła Krechowiaków. W 1925 wyjechał do Paryża, gdzie studiował w Akademii Colarossi i Académie de la Grande Chaumière. Przebywając tam rysował dla czasopisma „Żaba – wesoła emigrantka”, ilustrował również publikacje wydawnictwa „Les Amis de la Pologne”. Po powrocie do kraju w wielu czasopismach publikował felietony dotyczące literatury i malarstwa (najczęściej publikował w Polsce Zbrojnej. Pełnił również funkcję korespondenta prasowego i recenzenta na wystawach zagranicznych. W 1928 w galerii Związku Polskich Artystów Plastyków miała miejsce wystawa indywidualna twórczości Jana Ksawerego Koźmińskiego. Dorobek artysty to liczne rysunki tworzone przy pomocy tuszu, gwaszu i akwareli. Tworząc używał pseudonimów Jean de Poray, Lelek lub Zygmunt Szron. W latach 1919–1939 ilustrował ok. 70 książek. W październiku 1939 został aresztowany i uwięziony, na początku 1940 został rozstrzelany przez hitlerowców.
Jan Ksawery Koźmiński miał dwóch braci: Karola – pisarza i Stanisława – dziennikarza.